# القدوم إلى أمريكا
فيلم "(بالإنجليزية: Coming to America)‏" هو فيلم كوميدي رومانسي أمريكي لعام 1988 من إخراج جون لانديس ، ويستند إلى قصة تم كتابتها من قبل إدي ميرفي ، الذي قام أيضًا بدور البطولة. شارك في بطولة الفيلم أيضًا أرسينيو هول وجيمس إيرل جونز وشاري هيدلي وجون أموس. تم عرض الفيلم في الولايات المتحدة في 29 يونيو 1988. يلعب إدي ميرفي دور أكيم جوفر ، ولي عهد دولة زاموندا الإفريقية الخيالية ، الذي يسافر إلى الولايات المتحدة على أمل العثور على امرأة يمكنه الزواج منها.
في عام 1989 ، تم إصدار تجريبي لبرنامج تلفزيوني عرضي مستمد من أعمال، على الرغم من أن هذا لم يتم التقاطه مطلقًا لسلسلة.

## قصة الفيلم
في دولة أفريقية خيالية تدعى «زاموندا» ، ينشئ ولي العهد أكيم جوفر أسلوب حياته المدللة في عيد ميلاده الحادي والعشرين. عندما يقدم والداه الملك جوفير والملكة أيولون على اقناع أكيم بالزواج وفق حفل مرتب، في هذه الأثناء يتصرف أكيم وينوي البحث عن امرأة مستقلة تحبه لشخصه لا لوضعه الاجتماعي ، ويسافر أكيم وصديقه المقرب من عائلة سيمي، إلى مدينة نيويورك ويستأجر مسكنًا سيئًا في حي لونغ آيلاند سيتي تحت ستار طلاب أجانب فقراء بداية بحثهم عن عروس أكيم ، ينتهي بهم الأمر بدعوة من بعض السكان المحليين لحشد خلال المسيرة ، تواجه أكيم إلى ليزا ماكدويل ، التي تمتلك كل الصفات التي يبحث عنها ، وبناءً على إصراره هو وسيمي على الحصول على وظائف للمبتدئين يعملون في مطعم الوجبات السريعة المحلي الذي يدعى مكدويل ماكدونالدز ، وهو مملوك من قبل الأرملة كليو ماكدويل والد ليزا.
صديقت ليزا البغيضة ، داريل جينكس (إريك لا سال) ، التي يملك والدها «سول جلو» (وهي أداة تصفيف شعر تشبه جيري). بعد أن أعلن داريل خطوبته - دون موافقة ليزا - لعائلاته ، تبدأ في مواعدة أكيم ، الذي يدعي أنه ينتمي إلى عائلة من رعاة الماعز الفقراء وفي الوقت نفسه ، على الرغم من ازدهار أكيم في العمل الشاق وتعلم كيفية عيش الناس الفقراء ، إلا أن سيمي غير مرتاح للعيش في مثل هذه الظروف الصعبة بعد أن تم إحباط موعد العشاء مع ليزا ، قام سيمي بتجهيز الجاكوزي والكماليات الأخرى ، يصادر أكيم أمواله ويتبرع بها لرجلين بلا مأوى. عندها يرسل سيمي تلغراف إلى الملك جافي لطلب المزيد من الموال ، مما دفع الملك جوفير للسفر إلى كوينز وفضح هويته كأمير.
كليو ، الذي رفض في البداية أكيم لأنه لا يريد أن يرى ابنته مع رجل فقير ، يصاب بالنشوة عندما يكتشف أن أكيم أميرًا ثريًا للغاية بعد تقديمه إلى جوفرز. عندما يكتشف أكيم وصول والديه إلى الولايات المتحدة ، يلجأ هو وليزا إلى مقر إقامة ماكدويل حيث يرحب بهما كليو. بعد تدمير علاقة كليو مع أكيم بسبب وصول داريل غير المتوقع ، أصبحت ليزا في وقت لاحق غاضبة ومشوشة لأن أكيم كذب عليها بشأن هويته. يشرح أكيم أنه يريد أن تحبه لنفسه لا لما هو عليه ، حتى أنه يعرض التخلي عن عرشه ؛ لكن ليزا ، التي ما زالت متألمة وغضبه ، ترفض ترفض الزواج منه، يائسًا يستسلم أكيم نفسه للزواج المدبر ، لكن أثناء مغادرته ، يوبخ جافي من قبل أيولون بسبب التشبث بالتقاليد التي عفا عليها الزمن بدلاً من سعادة ابنه.
في موكب الزفاف ، تتفاجأ عائلة أكيم الحزينة عندما تكون عروسه المحجبة هي ليزا نفسها بعد الحفل ، يركبون بسعادة في النقل إلى هتافات الزمانديين. يشهد مثل هذا الروعة ، ليزا تتعجب وتتأثر بحقيقة أن أكيم كان سيتخلى عنها فقط. تقدم أكيم التنازل عن العرش إذا كانت لا تريد هذه الحياة ، لكن ليزا تنخفض بشكل هزلي

## طاقم التمثيل
- إدي مورفي في دور أمير أكيم ، أمير زاموندا
  - يلعب ميرفي أيضًا: راندي واتسون ، مغنية سول مع فرقة خيال للشوكولاتة الخيالية ؛ شاول ، عميل الحلاق اليهودي الأبيض ؛ وكلارنس ، صاحب محل الحلاقة.
- أرسينيو هول في دور صديق أكيم
  - هول يلعب أيضا: القس براون. موريس الحلاق. و «فتاة قبيحة للغاية» ، فتاة كلوب غير جذابة.
- جيمس إيرل جونز في دور الملك جافي جوفر ، والد أكيم وملك زاموندا.
- جون آموس بصفته كليو ماكدويل ، صاحب عمل أكيم ووالد ليزا.
- مايج سنكلير بصفتها الملكة أوليون ، والدة أكيم وملكة زاموندا.
- شاري هيدي بدور ليزا ماكدويل ، الابنة الأقدم لكليو ومصلحة حب أكيم.
- بول بيتس كأوه ، خادم ملكي.
- إريك لا سال في دور داريل جينكس ، صديق ليزا الذي انفصلت عنه في النهاية.
- فرانكي فايسون في دور المالك ، يدير مبنى سكني حيث يعيش أكيم و سيمي
- فانيسا بيل كإيمان إزي ، مخطوبة كزوجة أكيم المقصودة
- لوي أندرسون في دور موريس ، موظف في شركة ماكدويل
- أليسون دين في دور باتريس ماكدويل ، الابنة الصغرى لكليو وشقيقة ليزا
- شيلا جونسون
- جيك شتاينفيلد في دور سائق سيارة أجرة
- كالفن لوكهارت في دور العقيد إزي ، والد إيمان
- صموئيل ل. جاكسون في دور لص مسلح في ماكدويل

## روابط خارجية
- القدوم الى أميركا على موقع IMDb (الإنجليزية)
- القدوم الى أميركا على موقع ميتاكريتيك (الإنجليزية)
- القدوم الى أميركا على موقع روتن توميتوز (الإنجليزية)
- القدوم الى أميركا على موقع نتفليكس (الإنجليزية)
- القدوم الى أميركا على موقع قاعدة بيانات الأفلام العربية
- القدوم الى أميركا على موقع ألو سيني (الفرنسية)
- القدوم الى أميركا على موقع Turner Classic Movies (الإنجليزية)
- القدوم الى أميركا على موقع أول موفي (الإنجليزية)
- القدوم الى أميركا على موقع بوكس أوفيس موجو (الإنجليزية)
- القدوم الى أميركا على موقع فيلمافينيتي (الإسبانية)

- Filming Locations